# Postgeschichte und Briefmarken von Ungarn

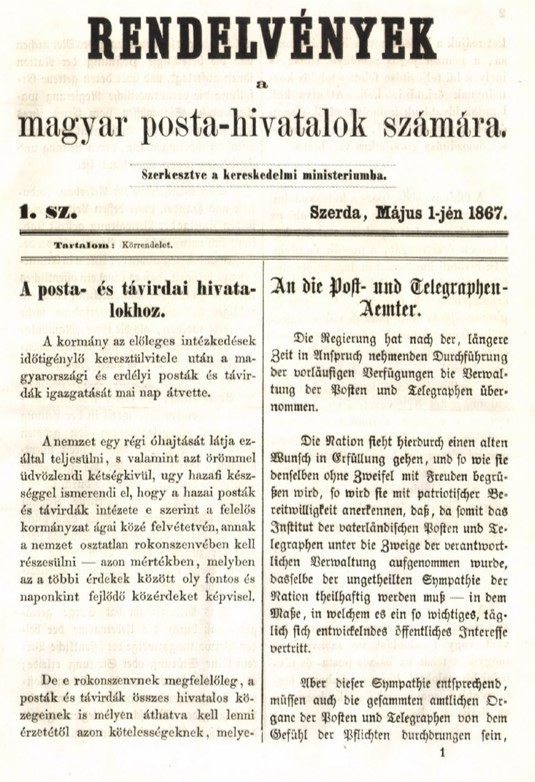
Erste Postverordnung vom 1. Mai 1867, der neu geschaffenen ungarischen Postverwaltung

Am 1. Mai 1867 nahm die ungarische Postverwaltung ihren Betrieb auf. Sie umfasste die Gebiete Ungarn, Temeser Banat, Woiwodschaft Serbien sowie die sechs Konsularpostämter in der Moldau und Walachei (Bucarest, Giurgevo, Ibraila, Fokschan, Galatz und Plojestie). Kroatien-Slavonien und die Militärgrenze blieb bis zum 1. April 1868 unter österreichischer Postverwaltung.
Da sich die Herstellung einer neuen Briefmarkenausgabe verzögerte, wurden bis zum 1. Juni 1867 die Marken mit dem habsburgischen Doppeladler 1863/64 weiterhin in den Postämter verkauft. Diese sogenannten Provisorien, konnten bis zum 15. Juni 1867 in Ungarn verwendet werden.
István Gorove, Königlich Ungarischer Minister für Ackerbau, Industrie und Handel beauftragte Mihály Gervay mit der Leitung des Postverwaltung, d. h. er wurde der Generaldirektor. Durch seine Persönlichkeit wurde die Entwicklung des unabhängigen ungarischen Postwesens maßgeblich beeinflusst. Diesen Position hatte er bis zu seiner im Jahre 1887 erfolgten Pensionierung inne. Das Gründungsdokument des Allgemeinen Postvereins von 1874 trägt seine Unterschrift. Er vertrat als Repräsentant der ungarischen Post auch bei den darauf folgenden Kongressen 1878 und 1885 deren Interessen.
Als am 1. September 1887 der königlich ungarische Handelsminister die, bisher getrennt arbeitenden, Post- und Telegraphendienste zusammengefasst hatte, mussten die Postwertzeichen auch die höheren Telegrammgebühren decken. Außerdem wurde die Fahrpost, bis dahin für Pakete und Wertbriefe zuständig, in die neue Poststruktur integriert.

## Die Briefmarken

### Die erste ungarische Briefmarkenausgabe
Die ersten von der selbständigen ungarischen Postverwaltung ausgegeben Briefmarken erschienen am 1. Juni 1867. Zunächst kamen die Werte von 2 Kr, 3 Kr, 5 Kr, 10 Kr und 15 Kr an die Postschalter. Die beiden Höchstwerte zu 25 Kr und 50 Kr wurden erst ab dem 1. September verkauft. Da die ungarischen Postämter in der Levante (Bucarest, Fokshan, Galatz, Giurgevo, Ibraila und Ploestie) die Briefgebühren in Soldi verrechneten, wurden dort die gleichen Nennwerte mit der entsprechenden Währungsbezeichnung verwendet. Der Termindruck bewegt den ungarischen Ministerrat am 30. März 1867, von einer Ausgabe von Marken in einer eigenen Zeichnung zunächst abzusehen, um die unerwünschte Ausgabe mit dem habsburgischen Doppeladler zu ersetzen. Es wurde ein Entwurf akzeptiert, der das Bildnis des Kaisers ohne Kaiserkrone zeigte und eine Wertangabe kr, die sowohl dem ungarischen „krajczár“ als auch dem österreichischen „Kreuzer“ gerecht wurde. Somit kann eine Verwendung der Marken in Ungarn nur anhand der Stempel nachgewiesen werden.
Mit der ersten ungarischen Briefmarken-Ausgabe erschienen am 1. Juni 1867 auch Ganzsachenumschläge zu 3 Kr, 5 Kr, 10 Kr, 15 Kr und 25 Kr.

### Die Franz-Josef-Ausgabe von 1871

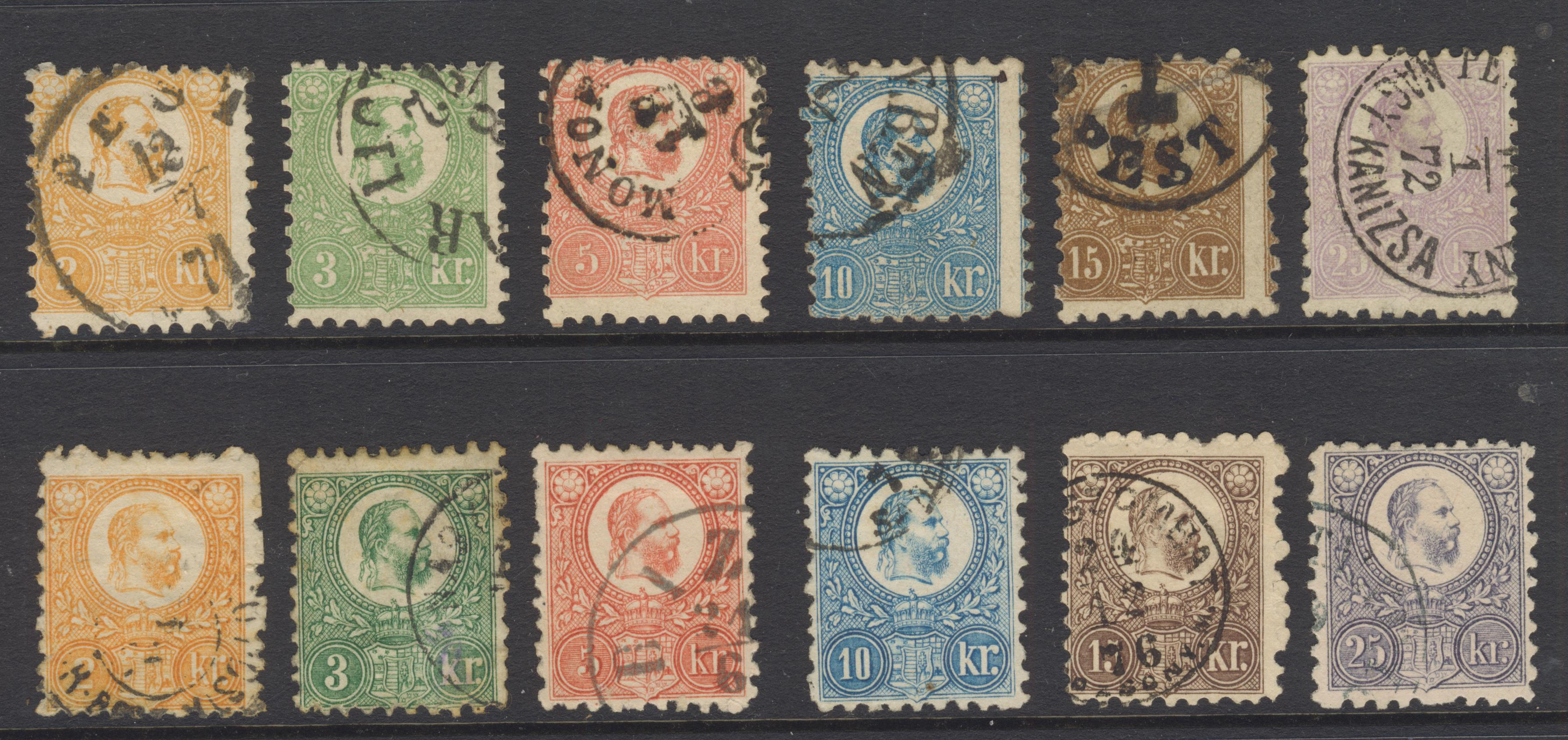
Die Franz-Josef-Ausgabe von 1871 : oben Steindruck Michel-Nr. 1–6 unten Kupferdruck (Stichtiefdruck) Michel-Nr. 8–13

Die ersten in Ungarn gedruckten Briefmarken wurde 1871 herausgegeben.
Die Herstellung der ersten komplett unter ungarischer Verantwortung konzipierten Marken sollte in den Räumen der königlich ungarischen Staatsdruckerei erfolgen, die 1868 im Regierungsviertel am Ferdinands Platz auf der Budaer Seite eingerichtet wurde. Das ungarische Finanzministerium gab gleichzeitig eine klare Vorgabe: die neuen Marken durften in der Herstellung nicht mehr kosten, als in der Wiener Staatsdruckerei, nämlich 4 Kr pro Bogen. Um die neuen Aufgaben bewältigen zu können, wurden neben zwei Zähnungsmaschinen von A. Gotthard (Wien) vor allem Schnelldruckpressen bei C. Alauzet in Paris und bei den Maschinenwerkstätten Bauer & Söhne in Würzburg bestellt. Letztere wurden laut einem Bericht an das Finanzministerium erst im Juli 1871 geliefert.
Neben der Schaffung der technischen Voraussetzungen musste auch ein neues Motiv für die neue Freimarkenserie festgelegt werden, wobei die Darstellung von Ferenc József (deutsch: Franz Joseph) bereits vorgegeben worden war. Nach verschiedenen Aussagen wurde das Rahmenmotiv von dem seit 1870 bei der k. und k. Staatsdruckerei in Buda angestellten János Unrein (1830–1882) entworfen. Es unterscheidet sich deutlich von den anderen vorgelegten Zeichnungen.
In der Postverordnung Nr. 4060/366 vom 26. April 1871 wurde die Ausgabe der neuen Marken zum 1. Mai angekündigt. Sie wurden im Steindruckverfahren hergestellt und hatten eine 9 ¼ : 9 ½ Linienzähnung, d. h. hier elf Zähnungslöcher an den senkrechten und neun an den waagerechten Seiten. Die Zähnungsnadeln saßen so unregelmäßig, dass jeder Marke anhand ihrer Zähnung eine Bogenposition zugeordnet werden kann. Die unterschiedlichen Farbtönungen lassen sich mit den verschiedenen Auflagen während der kurzen Druckperiode im ersten Halbjahr 1871 erklären. Bereits ab Ende Juni wurde die Produktion auf den Stichtiefdruck umgestellt.
Diese Marken haben kein Wasserzeichen.

### Die Briefmuster-Ausgabe 1874–1900
Bereits 1873 beantragte das ungarische Handelsministerium die Zulassung einer neuen Briefmarkenserie, in der wie bei anderen Staaten das Wertzeichen deutlich erkennbar ist. Am 24. Mai 1874 unterschrieb Kaiser Franz-Josef einen entsprechenden Erlass (1874–4781 Handelsministerium), der es ermöglichte, dass die neuen Marken zu 2 kr, 3 kr, 5 kr und 10 kr ab dem 1. Oktober 1874 an die Postschalter kamen. Da der Bestand an 25 Kr Marken noch sehr hoch war, wurde der Wert zu 20 kr erst ab Mai 1876 verkauft. Das Markenbild wurde von Janos Lajos L‘Hiver entworfen. Die Stahlstiche stammten von Ferenc Haske und die Grundschraffierungen von Emanuel Jung.

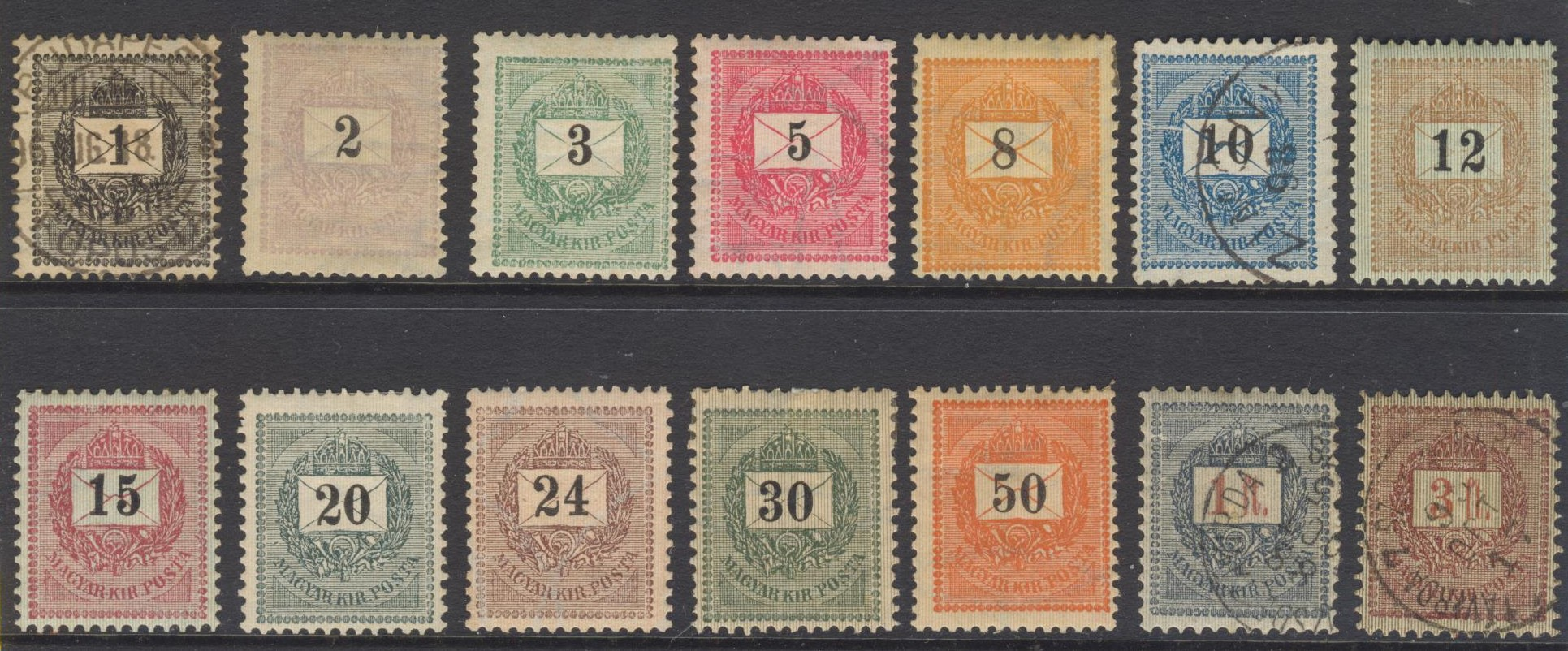
Briefmusterausgabe von 1888/89

Die Briefmusterausgabe wurde in der Zeit von 1874 bis 1881 auf wasserzeichenlosem Papier gedruckt. Es hatte eine Stärke von 0,07 bis 0,11 mm und wurde von verschiedenen österreichischen Herstellern und der ungarischen Papierfabrik in Nagyszlabos geliefert. Während der gesamten Herstellungszeit änderten sich die Zähnungen regelmäßig, da verschiedene Maschinen und Kämme dafür eingesetzt wurden.
Ab dem 1. Februar 1881 begann, ohne weitere amtliche Bekanntmachung, der Verkauf der bisherigen Freimarken mit dem Wasserzeichen. Das Papier wurde von der Papierfabriken in Nagyszabos und Fiume bezogen. Die Marken wurden ebenfalls am 30. September 1900 ungültig.
In die Verwendungszeit dieser Briefmusterausgabe fiel auch die Umstellung der Währungen in der k.u.k Monarchie. Nach dem Ausgleich von 1867 hatte Ungarn das Recht auf eine eigene Währung, Österreich und Ungarn kamen jedoch überein, die gemeinsame Währung beizubehalten. Nach Jahren langwieriger Verhandlungen gelang es im Jahre 1878, die Nationalbank in ein Institut zu überführen, an dem Österreich und Ungarn gleichermaßen beteiligt waren. Die „Oesterreichisch-ungarische Bank“ sollte die Aufgaben einer Notenbank beider Reichshälften erfüllen. Zu den weitreichenden Währungsreformen, die es für die Oesterreichisch-ungarische Bank zu bewältigen galt, zählte der Übergang von der Silberwährung zum Goldstandard. Dies begann 1892 mit der Ausgabe neuer Münzen in Filler (=Heller) und Korona (Krone).

### Die Turul-Ausgaben 1900–1916

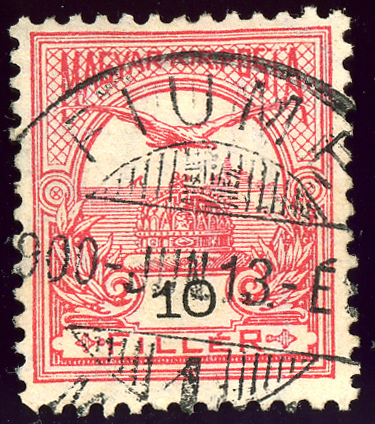
10-Filler-Ausgabe mit dem Bild eines Turuls über der Stephanskrone, gestempelt in Fiume (Rijeka) am 13. Juni 1900

Nach einer achtjährigen Übergangsfrist löste mit dem 1. Januar 1900 die „Gold-Korona“ den „Silber-Forint“ als gesetzliches Zahlungsmittel ab, wobei 1 Forint (100 Kr) in 2 Korona (200 Filler) umgerechnet wurden. Deshalb wurde auch die Ausgabe einer neuen Briefmarkenserie notwendig.
In der Zeit von 1892 bis 1900 machte die Postverwaltung Versuche mit verschiedenen Entwürfen. Am 1. Januar 1898 wurde ein offener Wettbewerb für eine passende Markenzeichnung ausgeschrieben. 56 Künstler nahmen daran teil und 166 Markenvorschläge wurden eingereicht. Von den siegreichen Entwürfen konnte keiner verwendet werden, weil die zu feinen Zeichnungen nicht ausgeführt werden konnten. Zwei Zeichnungen, die nicht prämiert waren, wurden ausgewählt, eine von J. Böhm, die den Turulvogel zeigte und die andere von Odön Tull mit einer Darstellung des Kaisers Franz Josef. Die unter den Sammlern geläufig als Turulausgabe bezeichnete Serie erschien in der ersten Auflage am 1. Januar 1900. Sie wurde im Buchdruck auf Wasserzeichenpapier gedruckt, wobei sich die Wasserzeichen bei den Neuauflagen von 1904, 1905/06, 1908, 1909 und 1913 jeweils änderten. Die Filler-Werte wurden in Bogen zu 400 Marken gedruckt, die dann in vier Schalterbögen zu je 100 geschnitten wurden. Die Korona-Werte wurden in Bogen zu 200 Stück hergestellt und dann in Schalterbogen zu je 100 geteilt.
Nachdem der Erste Weltkrieg geendet hatte, wurden Teile Ungarns mehrmals besetzt (von Frankreich (Arad), Rumänien (Debrecen, Temesvár) und Serbien (Baranya, Temesvár)), was jedes Mal in den betroffenen Gebieten neue Aufdrucke in das ungarische Postsystem brachte.
1919 wurde nach der Besetzung von Budapest durch die bolschewistischen Truppen der Restbestand der Briefmarken in der Hauptpost von Szegedin durch die nationale ungarische Regierung mit „MAGYAR NEMZETI KORMANY SZEGED, 1919“, überdruckt. Ebenfalls wurden Briefmarken der Lokalausgabe Sopron (Ödenburg) 1956 mit Stempeln markiert.
Im frühen 20. Jahrhundert wurden auf den Briefmarken hauptsächlich der mythische Vogel „Turul“ oder der ungarische Schutzheilige Stephan dargestellt. Über die Zeit gab es verschiedene Währungen, wie zum Beispiel Fillér, Korona, Forint oder Pengő. Heute ist der Forint die Hauptwährung und die Briefmarken sind mit Magyarország (ungar. für Ungarn) bedruckt. Ungarn ist berühmt für die Verwendung von Blattgold in seinen Briefmarken.

### Die Schnitter- und Parlaments-Ausgaben 1916–1924
Ab 1. Oktober 1916 kamen neue Dauermarkenserien mit Schnitter- und Parlamentsmotiven zum Einsatz. In der Räterepublik wurden diese mit einem Aufdruck versehen. Es kamen auch weitere Sondermarken und Flugpostmarken zum Einsatz.

### Weitere Ausgaben
1932 wurde die Briefmarkenserie Berühmte Ungarn herausgegeben und es erhöhte sich die Anzahl der Sonderbriefmarken.

## Wasserzeichen
Die ungarischen Briefmarken zeichnen sich oftmals durch Wasserzeichen aus. Insgesamt sind laut Michel-Katalog 12 Wasserzeichen bekannt.

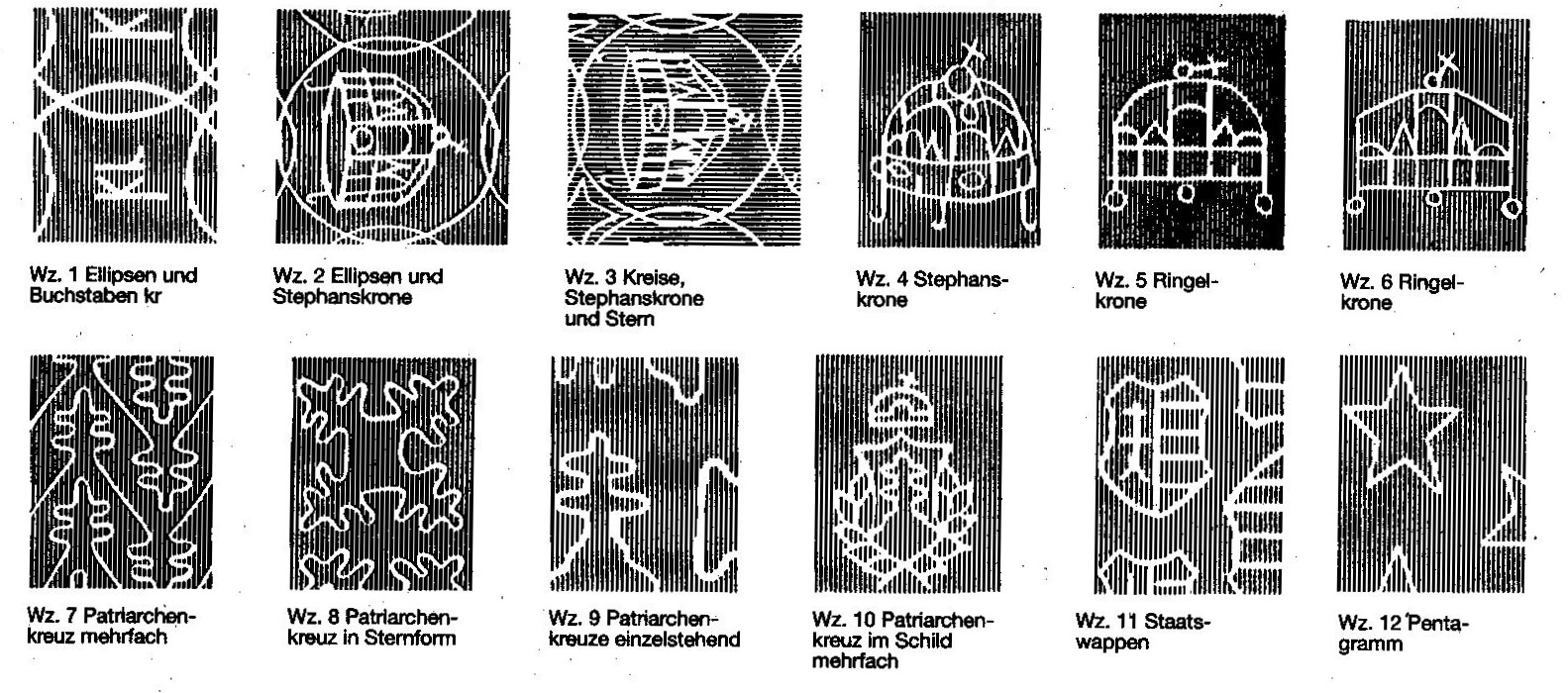
Darstellung der für die ungarischen Briefmarken verwendeten Wasserzeichen. Von einigen gibt es auch unterschiedliche Stellungen

## Fälschungen
Es gibt in allen Epochen von den ungarischen Marken und Stempeln Fälschungen.